# Seymour Martin Lipset
Seymour Martin Lipset (18. března 1922, New York – 31. prosince 2006, Arlington) byl americký sociolog a politolog. Působil především v Hooverově institutu při Stanfordově univerzitě. Zabýval se společenskými strukturami, srovnávací politologií, odbory a teorií veřejného mínění. Odborné veřejnosti je znám především díky své knize Politický muž (1960) a tím, že spolupracoval se Steinem Rokkanem na teorii konfliktních linií společnosti.

## Akademická činnost
Lipset svou kariéru zahájil v roce 1946, když začal přednášet na univerzitě v Torontu. Poté se v roce 1948 přesunul na kalifornskou univerzitu Berkeley. Svůj doktorát obhájil na Columbijské univerzitě, kde zůstal několik let a pracoval ve zdejším Bureau of Applied Social Research. Na univerzitě Berkeley působil jako profesor sociologie a zde rovněž vedl Institut mezinárodních vztahů. Od roku 1966 profesorem politologie a sociologie na Harvardově univerzitě, a to až do roku 1975, kde začal působit jako profesor politologie a sociologie na Stanfordově univerzitě.
Lipset byl členem několika odborných společností v USA i dalších státech. Mezi ně lze počítat americkou akademii věd, Americkou filosofickou společnost, Americkou akademii umění a věd. Jako jediný vedl jak Americkou sociologickou asociaci (1992-93), tak Americkou asociaci politických věd (1979-80).

## Hlavní díla
- Agrarian Socialism: The Cooperative Commonwealth Federation in Saskatchewan, a Study in Political Sociology (1950).
- Union Democracy (1956. Spolu s Martin Trow a James S. Coleman.
- Social Mobility in Industrial Society (1959). Spolu s Reinhard Bendix.
- Political Man (1960, revidováno 1981).
- Revolution and Counter Revolution (1968).
- The Politics of Unreason (1970, revidováno 1978). Spolu s Earl Raab.
- Rebellion in the University (1972).
- The Divided Academy (1975). Spolu s E.C. Ladd.
- American Exceptionalism: A Double-Edged Sword (1996).